# Carex yuexiensis
Espèce
Classification phylogénétique
Carex yuexiensis est une espèce de plantes du genre Carex et de la famille des Cyperaceae.